# Lomographa glomeraria
Lomographa glomeraria är en fjärilsart som beskrevs av Augustus Radcliffe Grote 1881. Lomographa glomeraria ingår i släktet Lomographa och familjen mätare. Inga underarter finns listade i Catalogue of Life.